# Acianthera limae
Acianthera limae är en orkidéart som först beskrevs av Paulo Campos Porto och Alexander Curt Brade, och fick sitt nu gällande namn av Alec M. Pridgeon och Mark W. Chase. Acianthera limae ingår i släktet Acianthera och familjen orkidéer. Inga underarter finns listade i Catalogue of Life.

## Bildgalleri

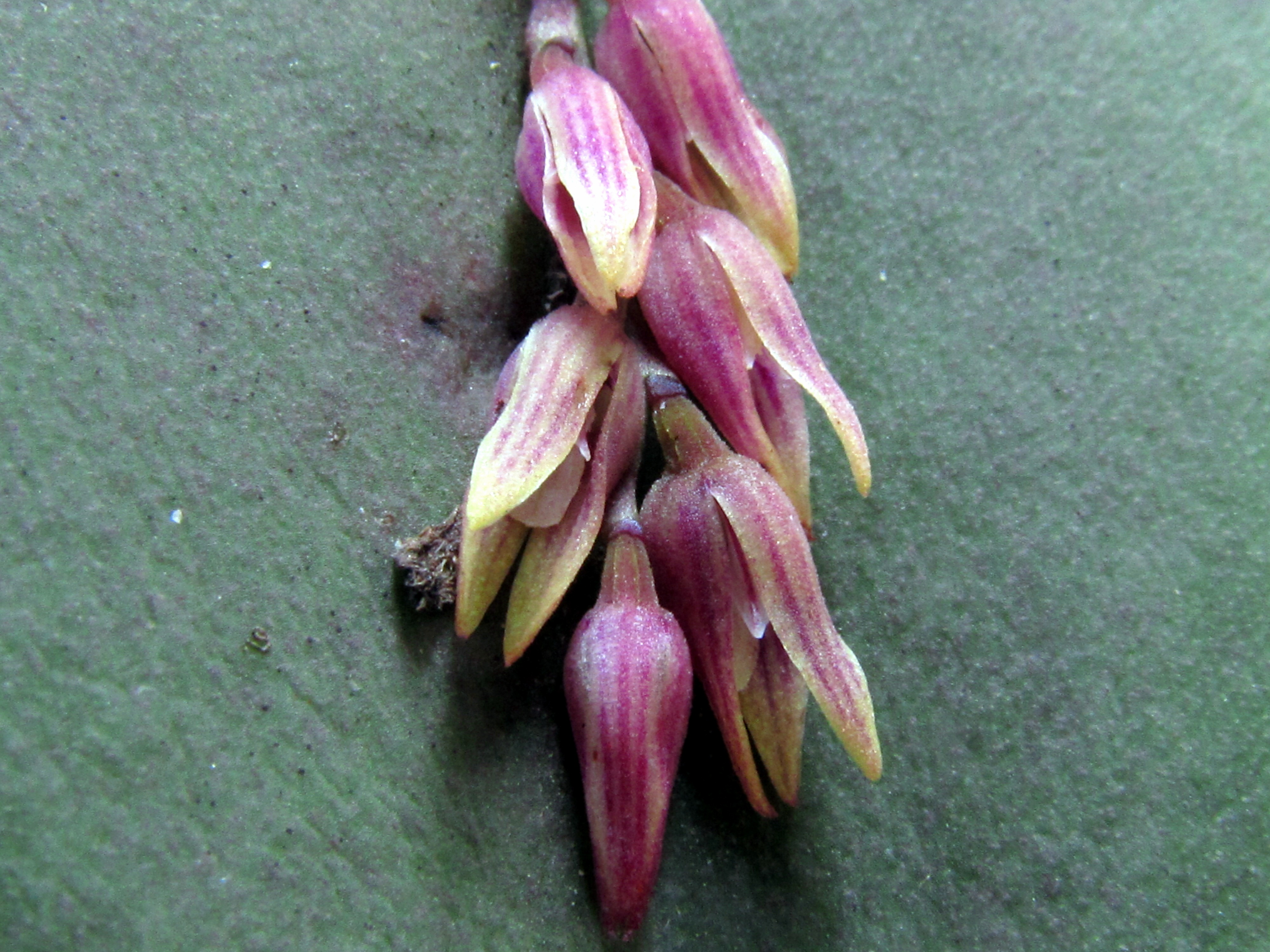